# Sajóvámos
Sajóvámos is een plaats (község) en gemeente in het Hongaarse comitaat Borsod-Abaúj-Zemplén. Sajóvámos telt 2213 inwoners (2011).